# مايكل روكفلر
كان مايكل كلارك روكفلر (18 مايو 1938 - يفترض أنه توفي في 19 نوفمبر 1961) الطفل الخامس لحاكم نيويورك ونائب الرئيس الأمريكي السابق نيلسون روكفلر. كان حفيد الممول الأمريكي جون دي روكفلر جونيور والحفيد الأكبر لمؤسس ستاندرد أويل جون دي روكفلر. اختفى خلال رحلة استكشافية في منطقة أسمات في جنوب غرب غينيا الجديدة الهولندية، والتي هي الآن جزء من مقاطعة بابوا الإندونيسية. في عام 2014، نشر كارل هوفمان كتابًا تناول بالتفصيل التحقيق في مقتله، حيث ضم التحقيق اعتراف القرويون وشيوخ القبائل بقتل روكفلر بعد أن سبح إلى الشاطئهم في عام 1961. لم يتم اكتشاف أي بقايا أو دليل مادي على وفاة روكفلر.

## النشأة
كان روكفلر الطفل الخامس والأخير لماري توودونتر روكفلر ونيلسون روكفلر. كان الابن الثالث لسبعة أطفال، ولديه أخت توأم تُدعى ماري.
في بدايته التحق بمدرسة باكلي في نيويورك، وتخرج من أكاديمية فيليبس إكستر في نيو هامبشاير، حيث كان عضوًا في مجلس الشيوخ ومناضلًا استثنائيًا، تخرج روكفلر بامتياز من جامعة هارفارد بدرجة AB. في التاريخ والاقتصاد. في عام 1960، خدم لمدة ستة أشهر برتبة جندي خاص في الجيش الأمريكي، ثم ذهب في رحلة استكشافية لمتحف بيبودي للآثار وعلم الأعراق بجامعة هارفارد لدراسة قبيلة داني في غينيا الجديدة بغرب غينيا الجديدة الهولندية. صورت البعثة فيلم (الطيور الميتة)Dead Birds، وهو فيلم وثائقي إثنوغرافي من إنتاج روبرت جاردنر، والذي كان روكفلر هو مسجل الصوت فيه. غادر روكفلر وصديقه البعثة لفترة وجيزة لدراسة قبائل أسمات في جنوب غينيا الجديدة الهولندية. بعد عودته من رحلة بيبودي الاستكشافية، عاد روكفلر إلى غينيا الجديدة لدراسة أسمات وجمع فنون أسمات.
وأوضح: «إنها الرغبة في القيام بشيء ينطوي على المغامرة في وقت تختفي فيه الحدود بالمعنى الحقيقي للكلمة».
أمضى وقته في غينيا الجديدة الهولندية وكان يشارك بنشاط في الثقافة والفنون أثناء تسجيل البيانات الإثنوغرافية. كتب في إحدى رسائل منزله:
أواجه هنا وقتًا مرهقًا للغاية ولكنه الأكثر إثارة هنا... أسمات تشبه لغزًا ضخمًا مع الاختلافات في الطقوس وأسلوب الفن الذي يشكل المُتَفَرِّقات. تمكّنني رحلاتي من فهم (ولو بطريقة بدائية سطحية) طبيعة هذا اللغز ...

## الاختفاء
في 17 نوفمبر 1961، كان روكفلر وعالم الإنسانيات الهولندي رينيه واسينج على زورق يبلغ ارتفاعه 40 قدمًا (12 مترًا) على بعد حوالي 3 أميال بحرية (6 كيلومترات؛ 3 أميال) من الشاطئ عندما غرق زورقهم العائم المزدوج وانقلب. سبح المرشدان المحليان لطلب المساعدة، لكن النجدة كانت بطيئة في القدوم.
بعد الانجراف لبعض الوقت، في وقت مبكر من يوم 19 نوفمبر 1961، قال روكفلر لواسينج: «أعتقد أنني أستطيع تحقيق ذلك.» ثم سبح إلى الشاطئ. كان القارب يقدر بنحو 12 نمي (22 كم؛ 14 ميل) من الشاطئ عندما حاول السباحة إلى بر الأمان، مما يدعم النظرية القائلة بأنه مات من التعرية أو الإرهاق أو الغرق.
أُنقذ واسينج في اليوم التالي، ولكن لم يُرى روكفلر، على الرغم من جهود البحث المكثفة والمطولة. في ذلك الوقت، كان اختفاء روكفلر من أهم الأخبار العالمية. لم يُعثر على جثته أو بقايا منه.
تم إعلان وفاة روكفلر قانونًا في عام 1964.

## التخمين
أفيد في الأصل أن روكفلر إما غرق أو هوجم من قبل سمكة قرش أو تمساح المياه المالحة. ومع ذلك، نظرًا لأن صيد الرؤوس وأكل لحوم البشر كانت لا تزال موجودة في بعض مناطق أسمات في عام 1961، كانت هناك تكهنات أيضًا بأن روكفلر ربما يكون قد قُتل وأُكل من قبل أفراد قبائل من قرية أسمات في أوتسيانيب.
في عام 1969، سافر الصحفي ميلت ماتشلين إلى الجزيرة للتحقيق في اختفاء روكفلر. ونفى التقارير التي تفيد بأن روكفلر يعيش كأسير أو كشخصية شبيهة بكورتز (شخصية في رواية قلب الظلام) في الغابة، لكنه خلص إلى أن الأدلة الظرفية تدعم فكرة أنه قُتل. حيث قُتل العديد من زعماء قرية أوتسيانيب من قبل الهولنديين، حيث كان من المحتمل أن يكون روكفلر قد وصل إلى الشاطئ، على يد دورية هولندية في عام 1958، مما وفر بعض الأسباب المنطقية للانتقام من قبل القبيلة ضد شخص من «القبيلة البيضاء». لم يكن أكل لحوم البشر ولا صيد الروؤس في أسمات عشوائيًا، بل كانا جزءًا من دورة انتقامية متبادلة، لذلك من المحتمل أن روكفلر وجد نفسه ضحية غير مقصودة لمثل هذه الدورة. تم وصف الحادث في «رقصة المحاربين»، المجلد الثاني من السلسلة االتوثيقية الحزام الناري من تأليف الأخوين بلير.
يدعي كتاب بعنوان Rocky Goes West للمؤلف بول توهي Paul Toohey أنه في عام 1979، استأجرت والدة روكفلر محققًا خاصًا للذهاب إلى غينيا الجديدة ومحاولة حل لغز اختفائه. شُكك في مصداقية القصة، لكن توهي يزعم أن المحقق الخاص استبدل محرك قارب بجماجم رجال ثلاثة تدعي قبيلة محلية أنها جماجم الرجال البيض الوحيدون الذين قتلوا على الإطلاق. عاد المحقق إلى نيويورك وسلم هذه الجماجم للعائلة مقتنعاً أن إحداها كانت جمجمة روكفلر. إذا كان هذا الحدث قد حدث بالفعل، فإن الأسرة لم تعلق عليه البتا. ومع ذلك، أفاد برنامج قناة التاريخ فانيشينغز أن والدة روكفلر دفعت مبلغ 250 ألف دولار مكافأة للمحقق والتي عُرضت كإثبات نهائي سواء إذا كان مايكل روكفلر على قيد الحياة أم لا.
في الفيلم الوثائقي Keep the River on Your Right، يذكر توبياس شنيباوم أنه تحدث مع بعض أعضاء قرية أسمات في أوتسيانيب الذين وصفوا العثور على روكفلر على ضفاف النهر وأكله.

### 2014 كتاب عن الاختفاء
في عام 2014، نشر كارل هوفمان كتاب (Savage Harvest: A Tale of Cannibals، Colonialism and Michael Rockefeller's Tragic Quest for Primitive Art) حيث يناقش البحث عن اختفاء روكفلر الغامض والوفاة المفترضة. خلال زيارات متعددة للقرى في المنطقة، سمع عدة قصص من رجال من أوتسيانب يدعون قتل روكفلر بعد أن سبح إلى الضفة. تدور القصص، التي كانت مشابهة للشهادات التي تم جمعها في الستينيات، حول حفنة من الرجال الذين تجادلوا وقرروا في النهاية قتل مايكل بعد أن سبح إلى الضفة، انتقاما لحادثة عام 1958 التي قُتل فيها رجال من القرية في مواجهة مع المسؤولين الاستعماريين الهولنديين. بعد وقت قصير من القتل، اجتاح وباء الكوليرا القرى واعتقد القرويون أنه كان عقابًا لقتل روكفلر. عندما غادر هوفمان إحدى القرى للمرة الأخيرة، شاهد رجلاً يمثل مشهدًا يقتل فيه شخص ما، وتوقف لتصويره. وعند الترجمة نقل عن الرجل قوله:
لا تحكي هذه القصة لأي رجل أو لأي قرية أخرى، لأن هذه القصة تخصنا فقط. لا تتكلم. لا تتحدث وتروي القصة. أتمنى أن تتذكرها ويجب أن تحتفظ بها لنا. آمل. آمل. هذا لك وأنت فقط. لا تتحدث إلى أي شخص إلى الأبد؛ لأُناس آخرين أو قرية أخرى. إذا استجوبك الناس، فلا تجيب. لا تتحدث معهم، فهذه القصة لك فقط. إذا أخبرتهم بذلك، فسوف تموت. أخشى أن تموت. سوف تموت. سيموت شعبك إذا رويت هذه القصة. أحتفظ بهذه القصة في منزلك. لنفسك، كما آمل، إلى الأبد. إلى الأبد...

## مشغولات أسمات والصور الفوتوغرافية
العديد من القطع الأثرية من أسمات التي جمعها روكفلر هي جزء من مجموعة Michael C. Rockefeller Wing في متحف متروبوليتان للفنون في مدينة نيويورك. نشر متحف بيبودي قائمة للصور التي التقطها روكفلر خلال رحلته إلى غينيا الجديدة.

## في الثقافة الشعبية
احتوت الرسوم الهزلية الوطنية للمبون عام 1973 على قصة (بعنوان «خنزير غينيا الجديدة») ركزت على اختفاء روكفلر على أنه خدعة يراد بها قتل جميع السود في غينيا الجديدة ويمكن لعائلته سرقة مواردهم.
كان اختفاء روكفلر موضوع الحلقة رقم 30 من In Search of ... والتي بُثت في الأصل في 21 يناير 1978.
كتبت فرقة مذكرات غوادالكنال (Guadalcanal Diary)أغنية عن اختفاء روكفلر بعنوان «مايكل روكفلر». ظهرت الأغنية في ألبومهم جَمبوري (Jamboree) عام 1986.
في كتاب مغامرات السفر حزام النار: الملحمة الإندونيسية (Ring of Fire: An Indonesia Odyssey)، يدعي الأخوان بلير أنهم ناقشوا موت روكفلر مع رجل قبلي قتله.
تقدم القصة القصيرة لكريستوفر ستوكس «الرجل الذي أكل مايكل روكفلر»، التي نُشرت في العدد 23 من مجلة McSweeney's Quarterly Concern (ربيع 2007)، سردًا خياليًا لوفاة الشاب مايكل.
تتطرق رواية ملك أمريكا لعام 2004 للكاتبة سامانثا جيليسون بشكل فضفاض إلى حياة مايكل روكفلر.
يتعامل فيلم نُشر عام 2007 تحت مسمى مرحبًا بكم في الغابة مع اثنين من الأزواج الشباب الذين يغامرون بعد مايكل روكفلر (معتقدين أنهما يمكنهما جني الكثير من المال إذا عثروا على دليل على روكفلر)، لكنهما يواجهان حالات ميته مروعة.
عرضت مسرحية جيف كوهين الرجل الذي أكل مايكل روكفلر، المأخوذة من القصة القصيرة لكريستوفر ستوكس، العرض العالمي الأول لها خارج برودواي في مسرح ويست إند في نيويورك. المسرحية من إخراج ألفريد بريسير، واستمر العرض من 10 سبتمبر إلى 3 أكتوبر 2010.
في عام 2011، أصدرت شركة Agamemnon Films فيلمًا وثائقيًا بعنوان البحث عن مايكل روكفلر، استنادًا إلى كتاب الصحفي ميلت ماشلين الذي يحمل الاسم نفسه والذي صدر في عام 1974. وصف كارل هوفمان في كتابه كتاب ماشلين المبكر بأنه «في الغالب قصة مطاردة الأوز البرية»، لكنه لا يزال مهمًا في إرساء الأساس للتشكيك في القصص الرسمية عن اختفاء روكفلر يقدم الفيلم نظرية ثالثة، أن روكفلر نجا وكان يعيش بين السكان المحليين. هذه النظرية مدعومة بادعاء شفهي بأتصال أدلى به مغامر أسترالي غامض، بالإضافة إلى عدد قليل من لقطات فيلم يظهر فيها رجل أبيض ملتحي بين رجال من السكان الأصليين يرتدي زيًا محليًا.
في عام 2012، نشرت أخت مايكل التوأم الباقية على قيد الحياة ماري مذكرات بعنوان البداية مع النهاية: مذكرات فقدان التوأم والشفاء، حول التعامل مع حزنها بعد وفاة شقيقها. صدر الكتاب في غلاف ورقي في عام 2014 باسم عندما يدعو الحزن إلى الشفاء.
في ألبوم The Devil Herself لعام 2013، قدمت فرقة Megan Jean و KFB أغنية Tobias التي تحتوي على كلمات «عشنا بين القبيلة التي أكلت روكفلر / أوت في بابوا غينيا الجديدة، سأمنحك النحافة / تأكل إذا قلت نعم»
.

## وصلات خارجية
- مايكل روكفلر على موقع IMDb (الإنجليزية)
- مايكل روكفلر على موقع قاعدة بيانات الفيلم (الإنجليزية)